# Campylorhynchus albobrunneus
Campylorhynchus albobrunneus е вид птица от семейство Troglodytidae.

## Разпространение
Видът е разпространен в Колумбия и Панама.